# Marilena
Marilena là một đô thị thuộc bang Paraná, Brasil. Đô thị này có diện tích 232,366 km², dân số năm 2007 là 6715 người, mật độ 29,2 người/km².